# Pseudatrichia garretti
Pseudatrichia garretti är en tvåvingeart som beskrevs av Kelsey 1969. Pseudatrichia garretti ingår i släktet Pseudatrichia och familjen fönsterflugor.
Artens utbredningsområde är British Columbia. Inga underarter finns listade i Catalogue of Life.